# Amplicubitoacris
Amplicubitoacris is een geslacht van rechtvleugeligen uit de familie veldsprinkhanen (Acrididae). De wetenschappelijke naam van dit geslacht is voor het eerst geldig gepubliceerd in 2010 door Zheng.

## Soorten
Het geslacht Amplicubitoacris  is monotypisch en omvat slechts de volgende soort:
- Amplicubitoacris flavistriolata (Zheng, 2010)